# Könnyező képek, szobrok
A könnyező kép vagy szobor olyan kép vagy szobor, amelyről azt állítják szemtanúk, újságcikkek és videófelvételek, hogy emberi könnyet, illetve emberi vért verítékeznek. Az emberek legtöbbje első hallásra csalásra gyanakszik. A beszámolók némelyike viszont – mint például az Akitai Miasszonyunk és a Siracusai Könnyező Madonna esetében – azt állapította meg, hogy emberi fehérjét tartalmazó könnyeket bocsátott ki a faszobor és a kisméretű gipszszobor. Leggyakrabban Szűz Máriát ábrázoló szoborról ad hírt a média, hogy könnyeztek.

## A hatóságok
A hatóságok, a rendőrség ilyen esetekben nyomozást indít, melyben mások bizalmával való visszaélés a gyanú. A katolikus egyház pedig igen magas mércével méri ezeket az eseteket, és csak kivételes esetekben fogadja el hitelesnek, azaz természetfeletti eredetűnek őket. Csak azokat fogadja el amelyek esetében minden kétséget kizáróan körültekintő tudományos eredményekkel is alátámasztva és egyéb, a könnyezéshez kapcsolható csodajelek bizonyítják hitelességét. Az akitai könnyező szobor, és a szirakuzai madonna esetében, nemcsak a tudományos eredmény, hanem az a tény is, hogy a vizsgálatot akkor tudták lefolytatni, amikor a jelenség tartott, hozzájárult az egyházi jóváhagyáshoz. A könnyezést csodajelek, kért, vagy azonnali gyógyulások kísérték.
Számos könnyező szoborról – amik általában Szűz Máriát ábrázolják – a katolikus egyház bebizonyította, hogy hamisítások, s csak arra jók hogy a hívők bizalmával visszaéljenek.

## Társadalmi fogadtatás
A katolikusok hitükben vallják és gyakorolják a szentek tiszteletét, és lelki vezetőjük saját belátásukra bízza, hogy a hívők hisznek-e mindazokban, amelyekről az egyház a csalás gyanúját kizárta. A protestánsok bálványimádásként tekintenek ezekre az esetekre. A vallásokhoz lazán kötődő, vagy egyáltalán nem hívő emberek csalásokra gyanakszanak.

## Képek, szobrok anyagai
Nem könnyeztek fémből készült szobrok. Leginkább közönséges festett gipsz szobrok, illetve Japánban festetlen faszoborra is van példa (Akita). A képek a könnyezés leginkább ikon képeknél fordult elő, azonban 2016 május végén a kárpátaljai Szerefnyén a máriapócsi ikon nyomtatott fotó másolata is könnyezni kezdett.

## Könnyező szobrok, képek
- Kolumbia, Bogota: youtube.com
- Gyergyószentmiklós, 2008. február 17.[3][4]
- Siracusai Könnyező Madonna
- Akitai Miasszonyunk
- Fresno, Kalifornia.[5]
- Pásztó, 2017. június. 25, és június 29. (2 szobor)   Pásztói Plébánia Facebook oldal

## Vérző szobrok, ikonok
- Dél-Amerikai példaesetek revelacionesmarianas.com
- Albánia, Szerbia, Románia, Görögország, Oroszország ortodox vérző ikonok, szobrok ortodox miracles YouTube
- Dél-Korea Naju: YouTube
- India, Kerala, Erumely falu Kottayam körzetben 2006: YouTube
- Izrael: YouTube

## Verejtékező, vérző, könnyező szobrok, képek Magyarországon

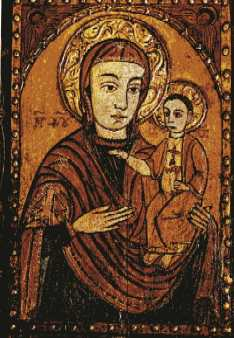
A máriapócsi könnyező ikon. Az osztrák császár Bécsbe vitette

Magyarországon egy győri ikont vérrel, illetve Máriapócson ikonokat tartanak nyilván hogy sírtak. Jánoshidán könnyező szoborra lettek figyelmesek 2003. március 15-én a temetőben felállított Szűz Mária szobron észlelték.
| település                              | könnyezés dátuma                                                           |
| -------------------------------------- | -------------------------------------------------------------------------- |
| Klátóc                                 | 1670                                                                       |
| Királyfalva                            | 1683                                                                       |
| Máriapócs                              | 1696. november 14.-december 8., 1715. augusztus 1., 2., 5., 1905. december |
| Beer                                   | 1696. november 4.                                                          |
| Győr                                   | 1697. március 17.                                                          |
| Füzesmikola (Kolozsvári Könnyező Szűz) | 1699. február 15.-március 12.                                              |
| Nagyszombat                            | 1663. augusztus 7., 1708. július 5., augusztus 10-11.                      |
| Szentantal                             | 1715. június 19-23.                                                        |
| Sajópálfalva                           | 1717. január 6. -február 16.                                               |
| Jánoshida                              | 2003. március 15.                                                          |
| Pásztó                                 | 2017. június 25 és június 29 (2 szobor)                                    |